# Миещи вещества
Миещи вещества е групово наименование на повърхностноактивни химични съениния, използвавни за почистване. Те обединяват сапуните, детергентите и други лиотропни мезогени.

## Строеж
Молекулите на миещите вещества са съставени главно от леки атоми (C, H, O, N, P, S), алкални, алкалоземни и амниеви катиони (Li+, Na+, K+, Rb+, Mg2+, Ca2+, NH+
4) и халогенни аниони (F-, Cl-, Br-).
Пръчковидните молекули са най-разпространени. За тези съединения са характерни хидрофилна полярна глава (добре разтворима във вода) и липофилна или хидрофобна неполярна опашка (слабо разтворима във вода, но разтворима в неполярни разтворители). Опашката обикновено съдържа една или няколко алкилови вериги с различна дължина и наситеност. Полярната глава съдържа йони, цвитерйони или диполни молекули.

## Класификация

### Сапуни
Сапуните са алкални соли на висшите мастни киселини. Те имат малка хидрофилна група, могат да се дисоциират във вода. Другата част от молекулата е линейната въглеводородна верига, която може да бъде наситена или ненаситена. Те са известни на чонечестното и използвани от древността. Произвеждат се чрез осапунване.

### Детергенти
Йонните детергенти са синтетични миещи вещества със сапуноподобна структура и също се дисоциират във вода. Делят се на катионни и анионни.
Нейонните детергенти са синтетични миещи вещества от цвитерйонен или диполен вид.